# Phytoecia algirica
Phytoecia algirica är en skalbaggsart som beskrevs av Desbrochers 1870. Phytoecia algirica ingår i släktet Phytoecia och familjen långhorningar. Inga underarter finns listade i Catalogue of Life.